# Gyülekezési jog

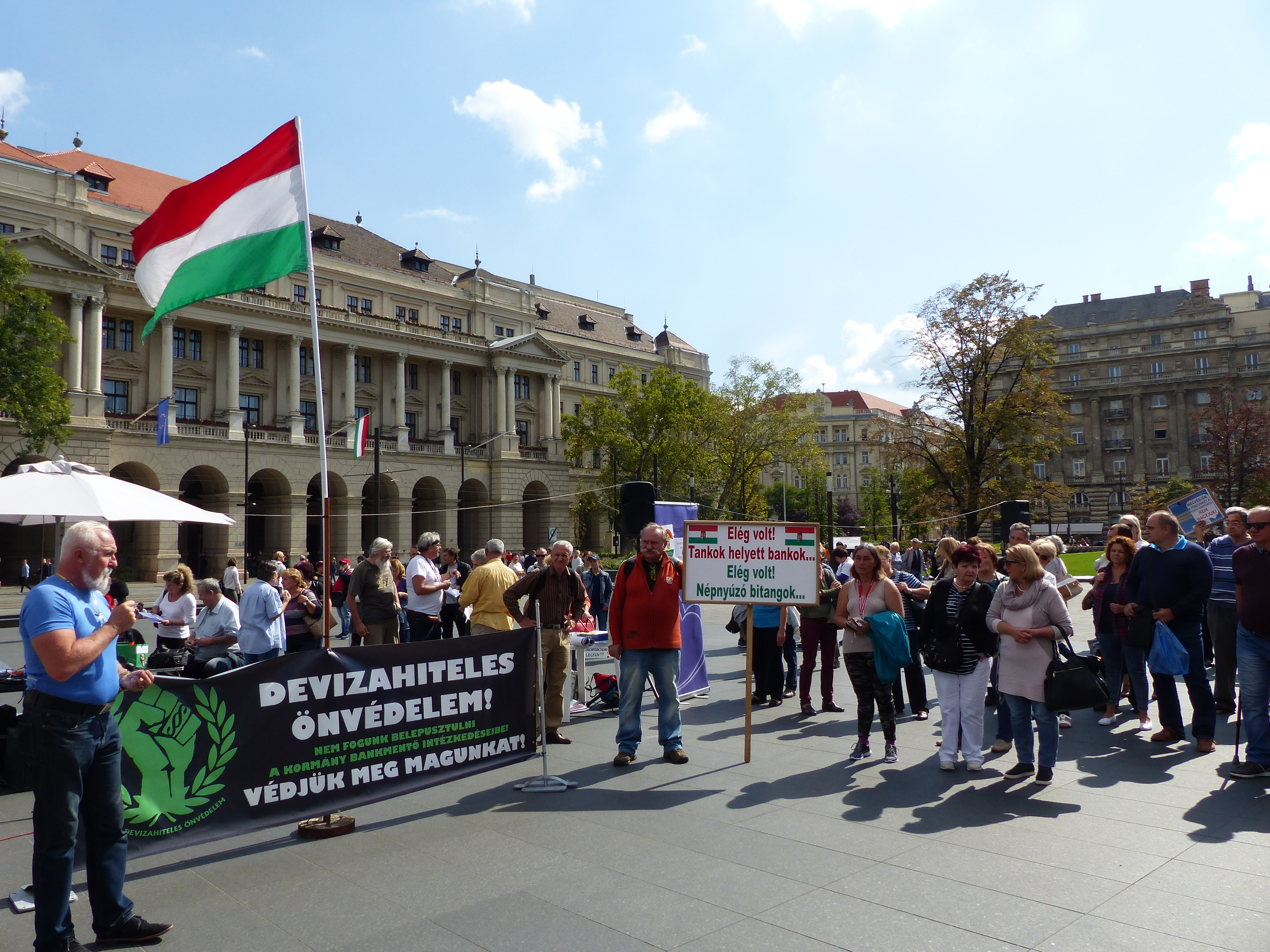
Tüntetés a Kossuth téren

A gyülekezési jog a kötelezően biztosítandó alapvető emberi jogok közé tartozik, melyet Magyarország Alaptörvénye véd. Az egyesülési jog, a szabad gondolatközléshez, illetve véleménynyilvánításhoz való jog, a gondolatszabadsághoz való jog, a lelkiismeret-szabadsághoz való jog, a vallásszabadsághoz való jog és a nemzeti és etnikai kisebbségek jogai mellett a kollektív szabadságjogok része a gyülekezési jog is, tehát a polgárok valamely közössége gyakorolhatja. Sem az államnak, sem másnak nem áll jogában megakadályozni a különböző célokkal létrehozott közösségek létezését és működését, illetve a polgárok kapcsolatba kerülését az adott közösségekkel. A gyülekezési jog az egyesülési joggal szorosan összefonódik, hiszen a gyülekezési jog gyakorlása az egyesületalakítás első lépése, másrészt a gyülekezés az egyesületi-szervezeti élet gyakorlásának feltétele is. A gyűlések tulajdonképpen úgy is felfoghatók, mint „pillanatnyi egyesülések”. Mára azonban ez a két intézmény elvált egymástól.

## A gyülekezési jog története
Már a XVIII. században megfogalmazódott a gyülekezési szabadság, vagyis a polgároknak az a joga, hogy magán- vagy közügyek tárgyalására gyűléseket tarthatnak. Ezt követően szinte valamennyi polgári alkotmány alapjogként szabályozta a gyülekezés szabadságát, melynek legfontosabb korlátja volt, hogy a polgárok csak békésen és fegyvertelenül vehettek részt a gyűléseken. A XX. században, a második világháború után több nemzetközi emberi jogi dokumentum is deklarálja a gyülekezéshez való jogot, így az Emberi Jogok Egyetemes Nyilatkozata (20. cikkely), a Polgári és Politikai Jogok Nemzetközi Egységokmánya (21. cikkely) és az Emberi Jogok Európai Egyezménye (11. cikkely).

## A hazai szabályozás története
A gyülekezési jogot Magyarországon első ízben 1848-ban szabályozták, ez a törvény 1918-ig volt hatályban. 1945-től egy Belügyminiszteri Rendelet volt hatályban, amely bejelentéshez kötötte a politikai vagy gazdasági célzatú rendezvények szervezését. 1949-ben formailag az alkotmányos szabályozás rangjára emelkedett a gyülekezési jog. Habár más jogszabályok rendelkezései érvényesültek a gyülekezési jogot illetően is (például a Büntető Törvénykönyv gyülekezési joggal való visszaélésről szóló szabályai), az 1945. évi Belügyminiszteri Rendeletet formálisan csak 1989-ben helyezték hatályon kívül. Ekkor lépett hatályba ugyanis a gyülekezési jogról szóló 1989. évi III. törvény.

## A Magyar Köztársaság Alkotmányának (1949. évi XX. törvény) vonatkozó szakasza
62. § (1) A Magyar Köztársaság elismeri a békés gyülekezés jogát és biztosítja annak szabad gyakorlását.
(2) A gyülekezési jogról szóló törvény elfogadásához a jelenlévő országgyűlési képviselők kétharmadának szavazata szükséges.

## Magyarország Alaptörvénye
Az 1949. évi alkotmányt 2012. január 1-jével felváltotta az  alaptörvény, amelynek VIII. cikke rendelkezik a gyülekezési jogról:
VIII. cikk
(1) Mindenkinek joga van a békés gyülekezéshez.
[…]

## A gyülekezési jogról szóló korábbi törvény – 1989. évi III. törvény
Az Alkotmány rendelkezésének értelmében a gyülekezési jogról szóló törvény úgynevezett „kétharmados” törvény, azaz elfogadásához a jelenlévő országgyűlési képviselők kétharmadának szavazata szükséges.
A Gyülekezési törvény megfogalmazásában a gyülekezési jog mindenkit megillető alapvető szabadságjog, amelyet a Magyar Köztársaság elismer, és biztosítja annak zavartalan gyakorlását. A gyülekezési jog gyakorlása keretében békés összejövetelek, felvonulások és tüntetések tarthatók, amelyeken a résztvevők véleményüket szabadon kinyilváníthatják. [1. § és 2. § (1) bekezdés].

### A rendezvény szervezője
A rendezvény szervezője magyar állampolgár, a szabad mozgás és tartózkodás jogával rendelkező, valamint bevándorolt, letelepedett, illetve tartózkodási engedéllyel rendelkező személy lehet (5. §), tehát a törvény a szervezők körét korlátozza (a résztvevőkét nem).

### A rendezvény bejelentése
A közterületen tartandó rendezvény szervezésének feltétele annak előzetes bejelentése (nem pedig engedélyezése) a rendezvény helye szerinti illetékes rendőrkapitányságnak legalább három nappal a rendezvény megtartásának tervezett időpontját megelőzően. Ez a kötelezettség a szervezőt terheli (6. §) Magánterületen tartandó rendezvénynél ilyen bejelentési kötelezettség nem áll fenn.

### A gyülekezési törvény hatálya
A törvény nem vonatkozik a választási gyűlésekre; a törvényesen elismert egyházak és vallásfelekezetek területén szervezett vallási szertartásokra, rendezvényekre és a körmenetekre; a kulturális és sportrendezvényekre; a családi eseményekkel kapcsolatos rendezvényekre (3. §) például: esküvő, keresztelő. Ezek a rendezvények – a választási gyűlések kivételével – nem a szabad politikai véleménynyilvánítást célozzák, ezért nem alkalmazhatóak rájuk a törvény előírásai. A választási gyűlések tekintetében a gyülekezési törvényben meghatározott korlátozások sem érvényesülnek, a többi felsorolt rendezvény ezzel szemben engedélyköteles.

### A rendezvény megtiltása
A bejelentést követően a Rendőrség tudomásul veheti, vagy – a Gyülekezési törvényben meghatározott okok fennállása esetén – megtilthatja a rendezvény megszervezését, de nem mérlegelhet politikailag. A rendezvény megszervezése akkor tiltható meg, ha a rendezvény megtartása a népképviseleti szervek vagy a bíróságok zavartalan működését súlyosan veszélyeztetné, vagy a közlekedés más útvonalon nem biztosítható.(8. §) Ezen az esetekben a rendezvény megszervezése ugyanis sérthetné más emberek alapvető jogait. A rendezvény megtartásának megtiltása esetén bírói jogorvoslatnak van helye.

### A rendezvény rendjének biztosítása
A rendezvény rendjének biztosításáról a szervező gondoskodik, a Rendőrség a szervező kérésére közreműködik, de a rendőrség képviselője a rendezvényen jelen lehet. [12. § (1), (3) bekezdés]

### A rendezvény feloszlatása
A gyülekezési törvényben foglaltak szerint a rendőrség a rendezvényt feloszlatja:
- ha a gyülekezési jog gyakorlása bűncselekményt, vagy bűncselekmény elkövetésére való felhívást valósít meg, vagy
- ha mások jogainak és szabadságának sérelmével jár, vagy
- ha a rendezvényen a résztvevők fegyveresen, illetőleg felfegyverkezve jelennek meg, továbbá
- tiltó határozat ellenére tartanak [14. § (1) bekezdés]

### Kártérítési felelősség
A rendezvény résztvevője által okozott kárért a károsult harmadik személlyel szemben a szervező a károkozóval együtt egyetemlegesen felelős. A szervező mentesül a felelősség alól, ha bizonyítja, hogy a rendezvény szervezése és megtartása során úgy járt el, ahogy az az adott helyzetben általában elvárható. [13. § (1) bekezdés]

## A gyülekezési jogról szóló hatályos 2018. évi LV. törvény
A gyülekezési jogot Magyarországon a 2018. évi LV. törvény  szabályozza. 

### A békés gyülekezés joga
Mindenkinek joga van ahhoz, hogy engedély vagy – az e törvényben meghatározott kivételekkel – előzetes bejelentés nélkül, békésen és fegyvertelenül másokkal közösen felvonulásokat és tüntetéseket  szervezzen, és azokon részt vegyen. Olyan helyszínen, amely nem minősül közterületnek, gyűlés kizárólag az ingatlan tulajdonosának és használójának hozzájárulásával szervezhető.

## Alkotmánybírósági határozatok
Az Alkotmánybíróság többször vizsgálta a gyülekezési törvény alkotmányosságát.
Az 55/2001. (XI. 29.) AB határozatban a szervezők körének kérdését vizsgálta, alkotmányosnak fogadva el azt, mivel a rendezvényen részt vevők köre nem korlátozott. A szervezőt terhelő felelősség miatt van szükség a jogosulti kör korlátozására. Az Alkotmánybíróság ezen állásfoglalása szerint a bejelentési kötelezettség sem alkotmányellenes, ugyanis két alapjog ütközik (a gyülekezéshez való jog és a szabad mozgáshoz való jog), így a hatóságnak mérlegelnie kell, hogy melyik szoruljon időlegesen és a szükséges legkisebb mértékben háttérbe.
A 75/2008. (V. 29.) évi, Bukta és társai kontra Magyar Köztársaság üggyel kapcsolatosan hozott AB határozatban foglaltak szerint a gyülekezési jog kiterjed továbbá az előzetes szervezés nélküli gyűlésekre is. Önmagában a késedelmes bejelentésre hivatkozva nem tiltható meg azoknak a békés rendezvényeknek a megtartása, amelyek a gyülekezésre okot adó esemény miatt nem jelenthetők be három nappal a tervezett rendezvény időpontja előtt. Nem vonatkozhat a bejelentési kötelezettség a spontán gyülekezésekre sem, mivel azokat szervező hiányában nem lehet bejelenteni.

## Vonatkozó jogszabályok
- Az Európai Unió Alapjogi Chartája, 12. cikk
- net.jogtar.hu/alaptorveny – Magyarország Alaptörvénye, VIII. cikk
- net.jogtar.hu/gyulekezesi-tv – a gyülekezési jogról szóló 1989. évi III. törvény
- A rendezvények rendjének biztosításával kapcsolatos rendőri feladatokról szóló 15/1990. (V. 14.) BM rendelet

### Könyvek
- Halmai Gábor – Tóth Gábor Attila: Emberi jogok – 491-501. oldal
- Sári János – Somody Bernadette: Alapjogok – Alkotmánytan II. – 201-209. oldal